# Максиміліан Берн
Максиміліан Берн (нім. Maximilian Bern; 1849—1923) — німецький письменник.

## Життєпис
Максиміліан Берн народився 11 листопада 1849 року у місті Херсоні в родині лікаря, після раптової смерті котрого сім'я Берн переїхала жити до австрійської столиці.

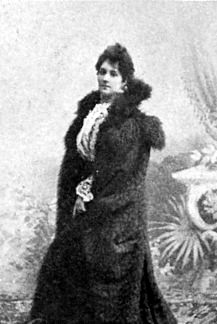
Дружина

Почав навчатися у Віденському університеті, який вимушено полишив у 1873 році (через фінансові труднощі), отримавши місце наглядача в училищі для верхової їзди.
У 1875 році М. Берн написав новелу «Auf schwankem Grunde», яка мала величезний успіх і дала йому можливість полишити службу і повністю віддатися літературі. Він почав старанно вивчати історію німецької літератури і в 1877 році випустив «Deutsche Lyrik seit Goethes Tode».
Характерною рисою його творів є песимізм, який іноді набуває відтінку справжнього відчаю; німецька критика пояснювала цей песимізм російським походженням Максиміліана Берна.
З інших творів Берна найбільш відомі такі: «Sich selbst im Wege»; «Lustige Stunden» (1887); «Neue Klänge» (1897); «Die zehnte Muse».
Максиміліан Берн помер 10 вересня 1923 року у Берліні.
З 1887 по 1897 рік Берн перебував у шлюбі з письменницею й актрисою Ольгою Вольбрюк.